# Петендорф
Петендорф (на немски: Pettendorf) е община в Горен Пфалц в Бавария, Германия, с 3287 жители (2015). Намира се в западния край на град Регенсбург.